# حب نمرة
حب نمرة بلدة في وادي النصارى الواقع في محافظة حمص. تعتبر قرية سياحية وأثرية وذات طبيعة جميلة. كانت تتبع لمحافظة طرطوس وقد فصلت عنها وضمت لمحافظة حمص سنة /1954/ م وهي تتبع حاليا لمنطقة تلكلخ.

## الموقع
تبعد عن مركز مدينة حمص حوالي 65 كم في أقصى الحدود الغربية للمحافظة، متلاصقة مع قرى محافظة طرطوس، وترتفع عن سطح البحر حوالي 600 م على أحد تفرعات جبل السائح تحيط بها من الشرق قرية عين الباردة ملاصقة وقرية الناصرة وتبعد عنها حوالي 3 كم، ومن الجنوب قرية مرمريتا ملاصقة إلى قريتنا حب نمرة وتقع قلعة الحصن على بعد 5 كم ومن الشمال قرية الجديدة ومشتى الحلو ومن الغرب قرية الزعفرانة وتطل قريتنا على البحر الأبيض المتوسط وجبال عكار.

## الجغرافيا
ان المنطقة التي تقع فيها قرية حب نمرة هي منطقة جبلية وعرة المسالك تمتد فيها الجبال من الشرق للغرب بشكل سلاسل جبلية يتناقص ارتفاعاتها من كلما اتجهنا غربا باتجاه البحر المتوسط، وتستر هذه الجبال الصخور الكلسية التي أزال الحتّ عن سطحها الطبقات البازلتية خاصة فوق هضبة ضهر البلان، وتتخلل هذه السلاسل الوديان السحيقة والمنخفضات العديدة مما جعل طبوغرافيتها تبدو متميزة المعالم إذ ترتفع بعض هضابها إلى 850 م من سطح البحر كما في جبل السايح في حين ينخفض قاع بعض الوديان إلى 210 م كما في وادي الدخن. 
إتأثرت تضاريس المنطقة بالحت الشديد الذي كان سببه قرب المنطقة من البحر، وتعرضها للرياح الغربية والغربية الشمالية وهشاشة الصخور، مما جعل سفوح الجبال مخددة بوديان وأخاديد عميقة جزّأت المنطقة إلى هضاب جبلية منعزلة عن بعضها البعض. 

### التضاريس
تبدو تضاريس منطقة حب نمرة بشكل سلاسل جبلية ذات ألسنة متطاولة ومتوازية وتتجه من الشرق إلى الغرب، فيمكن جمعها في أربع سلاسل جبلية تتناقص ارتفاعاتها من الشرق للغرب وهي:
- سلسة جبل السايح – ضهر القبو: وتمتد من جبل السايح بارتفاع 850 م في الشرق حتى هضبة ضهر القبو بارتفاع 450 م وتشتمل عدة هضاب وهي من الشرق إلى الغرب: جبل السايح، تل المخوزق. تل القلع، تل ضهر القبو.
- سلسة هضاب حب نمرة – الدريجات: وتمتد من جبل البيادر بارتفاع 800 م في الشرق حتى هضبة الدريجات بارتفاع 400 م في الغرب وتشتمل:جبل البيادر، هضبة الصليعة، هضبة حب نمرة، ضهر البلان، الدريجات وفي وسط هذه السلسلة توجد بلدة حب نمرة.
- سلسلة جبل الحردوب – جبل المراح: وتبدأ منجبل الحردوب شرقا بارتفاع 700 م حتى هضبة المراح غربا بارتفاع 300 م وتشمل:عيون الربابيص، جبل البحيصيصة، جبل المراح
- سلسلة جبل عيون شقيف – تل رضوان: وتمتد من جبل عيون شقيف على ارتفاع 650 م حيث يتجه غربا حتى تل دقرة رضوان بارتفاع 350م وتشمل: جبل عيون شقيف، هضبه فتاح أبو كرش، الجراميش، الرش، الدقر، تل رضوان.

وتحصر هذه السلاسل بينها عدة أودية أهمها من الجنوب إلى الشمال:
- وادي الدخن: ويمتد من قرية عين الباردة في الشرق حتى التقاءه بنهر الأبرش في الغرب، وينحصر بين سلسلة السايح بالجنوب وسلسلة حبنمرة في الشمال ويطلق على هذا الوادي عدة أسماء حسب الينابيع التي ترفده حيث يسمى من الشرق للغرب: وادي الكسارة – وادي عين قبي - عين البيضة- وادي عين الأقرع – وادي الدخن.
- وادي عين مريم: يضم وادي أبو شهدا، ووادي خانوق العبد.
- وادي عين القرير: يضم وادي عيون ليلى، وادي عين القرير.
- وادي عين المنصور.

### التربة
إن التربة السائدة في منطقة حب نمرة هي تربة حمراء وسوداء، فهي حمراء في منطقة «التفاحات» وسوداء في منطقة «الوادي والحردوب»
وهي ناتجة عن تفسخ الصخورالكلسية وصخورها بيضاء من النوع الجوراسي وتتحلل هذه الصخور بتأثير ماء المطر المختلط بحمض الفحم وبعوامل الحت الأخرى الفيزيائية مما شكل العديد من المغاور.

### المغاور والكهوف
مغارة عين القرير، مغارة الخواشيق، مغارة القنديل، مغارة الديوان، مغارة بيت البقر، مغارة الشميس، مغائر الميسرة، مغائر الوادي.

### الأنهار والينابيع
إن أغلب الأنهار التي تجري في المنطقة غير دائمة وأكثرها يجف صيفاً ولكنها كثيرة الينابيع الصغيرة بحيث لا تبعد عن بعضها أكثر من 1 كم وأهم هذه الينابيع: نبع عين مريم، نبع عين قبي، نبع عين البيضة، نبع عين الأقرع، عين السودا، عين الواطي، عين أم حنا، وعين المنشحة.
وبقية الينابيع فهي ثانوية وموزعة في شتى أنحاء المنطقة وهي:
نبع عين الخنزير، نبع زخور في شمال غرب منطقة «البحيصيصة»، نبع عين منصور في قاع وادي عين منصور، وعين الصحن.

## السكان
بلغ عدد سكانها القرية 936 نسمة سنة 1935 وحاليا يبلغ عدد سكانها حوالي 6300 نسمة.ويدين سكان حب نمرة بالديانة المسيحية ويعتنقون المذهب الأرثوذكسي.وأغلب هؤلاء السكان لم يكونوا من نفس البلدة بل نزحوا إليها من لبنان ومصياف وحوران. ويوجد الكثير من سكان القرية مهاجرين في الكثير من بلدان العالم.

## التاريخ
سكن المنطقة حسب المصادر التاريخية الفينيقيون ثم الآشوريون والسريان واليونان والرومان. وعرفت أيضا باستيطانها منذ القرن الثاني والثالث الميلادي. ولكن سكانها الحاليون يعود تاريخهم إلى القرن الرابع عشر الميلادي، وقد لجأ إلى غاباتها بعض الرهبان أثناء فترة المنازعات المذهبية في بيزنطة «القسطنطينية» وبنوا على تلالها دير القديس جاورجيوس الذي هوجم عدة مرات خلال القرن الرابع الميلادي مما اضطر الرهبان إلى تركه وبناء دير آخر في منطقة أكثر وعورة على انقاض كنيسة قديمة قرب قرية «المشتاية».
يرجع بنيان حب نمرة إلى أيام السلوقيين..تركز تجمعها السكني حول عين مريم، قدمت إليها أسر من حوران ولبنان لتعيش مع سكانها الأصليين.ومع تزايد عدد سكان حب نمرة بنيت أديرة أخرى في الحي الغربي (حي التلة) كدير مار سركيس ودير مار يوحنا وغيرهما. كما يوجد فيها نموذج من الدياميس (مقبرة ومعبد مشتركان محفوران تحت سطح الأرض) يضم رفة القديسة مارينا المشهورة بتنسكها، وهو يتميز بمداخله ذات الأبواب الحجرية البازلتية الضخمة المزينة بالنقوش والصلبان

## التسمية
كانت تجول في المنطقة فيها حيوانات عديدة أكثرها وأشهرها النمور ولهذا أطلق عليه جب النمور أو وكر النمور
ويقال أنها كانت مسرح لقتال النمور ضمن ساحة واسعة تمتد من عين مريم حالياً إلى مقام القديسة مارينا، ومن هنا أطلق عليها اسم حرب نمرة، حسب ما جاء في كتاب للدكتور إلياس طنوس عبيد المجاز من الأستانة في تركيا بالطب الجراحي سنة 1910.
ومع تقادم الزمن تحول اسمها إلى حب نمرة.
هناك دراسة تقول ان الاسم هو. هاب نمرا. هاب تعني الزهر ونمرا تعني المخطط بلونين فيصبح المعنى الزهر المخطط

## المرافق والخدمات
يوجد في القرية مركز صحي ومركز بريد وهاتف ومركز ثقافي في مبنى البلدية وصالة في الكنيسة تستضيف الأنشطة الثقافية والفكرية.
أنشئت أول مدرسة في «حب نمرة» سنة /1920/ وأحدثت الإعدادية الثانوية سنة /1964/، وتعتبر «حب نمرة» من أكثر القرى علما في المنطقة، حيث يوجد فيها حاليا الكثير من الأطباء والمهندسين وحاملي شهادات الدكتوراه، الذين ينتشرون في كافة المحافظات وخارج القطر ولا يكاد يخلو بيت من حاملي الشهادات الجامعية وقد نالت ثانوية «حب نمرة» الكثير من الجوائز لتفوق طلابها على مستوى القطر والمحافظة.
يوجد في القرية بعض الأديرة مثل دير مار جرجس الحميراء، دير القديس سركيس وكنيسة القديس مار يوحنا المعمدان 
وكذلك عددة كنائس منها كنيسة القديس مار جرجس التي بدأ بنائها في سنة 1898 وانتهى في عام 1906 وتتسع لأكثر من 1200 مصلي، وكنيسة السيدة والتي تقع في طرف القرية الجنوبي داخل المقبرة العامة، ويعود بناءهاللقرن السابع عشر وقد تم تجديد القسم الغربي منها سنة 1964 لتتسع لأكثر من 600 مصليّ.

## الزراعة والأقتصاد
تبلغ مساحة الأرض التابعة لبلدة حب نمرة حوالي 5000 دونم، وتبلغ مساحة الأرض المزروعة بها بحدود 2200 دونم.
كان سكان حب نمرة قديماً يعتمدون على زراعة شجر التوت بسبب اعتماد المنطقة كلها على صناعة الحرير من خلال تربية دودة القز، وكان هناك معمل الحرير يعمل بطاقة البخار لاتزال مدخنته حتى اليوم.
```
وهذه المنطقة كانت ممتدة بين 
حمص
 
وطرابلس
 وكانت هذه المنطقة تسمى 
بوادي الحرير
.
```

تشتهر حب نمرة بزراعة الزيتون والكرمة والتين والحبوب، ويوجد فيها غابات كثيفة متنوعة متمثلة بأشجار السنديان والبلوط والبطم والقطلب.